# Erzbistum Mendoza
Das Erzbistum Mendoza (lat.: Archidioecesis Mendozensis, span.: Arquidiócesis de Mendoza) ist eine in Argentinien gelegene römisch-katholische Erzdiözese mit Sitz in Mendoza.

## Geschichte
Das Bistum Mendoza wurde am 20. April 1934 von Papst Pius XI. mit der Päpstlichen Bulle Nobilis Argentinae Nationis aus Gebietsabtretungen des Erzbistums San Juan de Cuyo errichtet und diesem als Suffraganbistum unterstellt. Am 10. April 1961 gab das Bistum Teile seines Territoriums zur Gründung des Bistums San Rafael ab. Gleichzeitig wurde das Bistum Mendoza durch Papst Johannes XXIII. zum Erzbistum mit den Suffraganbistümern San Rafael und Neuquén erhoben.

## Bischöfe

### Bischöfe von Mendoza
- José Aníbal Verdaguer y Corominas, 1934–1940
- Alfonso María Buteler, 1940–1961

### Erzbischöfe von Mendoza
- Alfonso María Buteler, 1961–1973
- Olimpo Santiago Maresma, 1974–1979
- Cándido Genaro Rubiolo, 1979–1996
- José María Arancibia, 1996–2012
- Carlos María Franzini, 2012–2017
- Marcelo Daniel Colombo, seit 2018